# Gare d’Esternay
Gare d’Esternay vasútállomás Franciaországban, Esternay településen.

## Vasútvonalak
Az állomást az alábbi vasútvonalak érintik:
- Gretz-Armainvilliers-Sézanne-vasútvonal
- Longueville–Esternay-vasútvonal

## Kapcsolódó állomások
A vasútállomáshoz az alábbi állomások vannak a legközelebb: